# Колмогоровское сельское поселение
Колмогоровское се́льское поселе́ние — упразднённое муниципальное образование в Яшкинском районе Кемеровской области Российской Федерации.
Административный центр — село Колмогорово.

## История
Статус и границы сельского поселения установлены Законом Кемеровской области от 17 декабря 2004 года № 104-ОЗ «О статусе и границах муниципальных образований»

## Население
| 2010  | 2011  | 2012  | 2013  | 2014  | 2015  | 2016  |
| ----- | ----- | ----- | ----- | ----- | ----- | ----- |
| 1588  | ↘1586 | ↘1581 | ↗1606 | ↘1580 | ↘1543 | ↘1530 |
| 2017  | 2018  | 2019  |       |       |       |       |
| ↘1516 | ↘1500 | ↘1463 |       |       |       |       |

## Состав сельского поселения
| № | Населённый пункт | Тип населённого пункта       | Население |
| - | ---------------- | ---------------------------- | --------- |
| 1 | Колмогорово      | село, административный центр | 1582      |
| 2 | Писаная          | деревня                      | 6         |